# Bridget Jones’ Baby
Bridget Jones’ Baby (Originaltitel: Bridget Jones’s Baby) ist eine britisch-US-amerikanisch-französische romantische Komödie von Sharon Maguire aus dem Jahr 2016.
Das Drehbuch von Helen Fielding, Dan Mazer und Emma Thompson basiert auf Kolumnen von Fielding. Der Film stellt eine Fortsetzung zu Bridget Jones – Schokolade zum Frühstück (2001) und Bridget Jones – Am Rande des Wahnsinns (2004) dar und feierte seine Premiere am 5. September 2016. In Deutschland kam er am 20. Oktober 2016 in die Kinos.

## Handlung
An ihrem 43. Geburtstag wird Bridget Jones morgens von ihrer Mutter geweckt und darauf aufmerksam gemacht, dass ihre biologische Uhr ticke. Derweil konzentriert sich diese nach dem Ende ihrer Beziehung mit Mark Darcy vollkommen auf ihre Karriere als Fernsehproduzentin. Sie genießt ihr Leben als Single und verbringt ihre Freizeit gerne mit Freunden.
Anlässlich der Beerdigung Daniel Cleavers, Bridgets ehemaliger Affäre, trifft sie auf Mark und seine neue Frau. Bei einem späteren Festivalbesuch tritt der Amerikaner Jack Qwant, ein erfolgreicher Datingplattform-Gründer und mehrfacher Millionär, in ihr Leben und stellt dieses wieder einmal schlagartig auf den Kopf. Betrunken stolpert sie in sein Zelt und verbringt eine Liebesnacht mit ihm, die ihr jedoch zunächst sehr unangenehm zu sein scheint.
In der folgenden Woche trifft Bridget anlässlich der Taufe ihres gemeinsamen Patenkindes erneut auf ihren ehemaligen Verlobten Mark. Sie erfährt von seinen Scheidungsplänen und beiden wird bewusst, dass sie noch viel für einander empfinden, woraufhin sie miteinander schlafen. Als Mark aber kurze Zeit später von seinen weiteren Reiseplänen erzählt, wird Bridget bewusst, dass das vorherige Scheitern ihrer Beziehung an der Tatsache lag, dass Mark stets seiner Arbeit mehr Aufmerksamkeit widmete als ihrer gemeinsamen Beziehung. Daher verlässt sie vor Marks Erwachen am nächsten Morgen das Zimmer mit einer Nachricht auf ihrem Kissen, die Mark verdeutlicht, dass aus diesem Grund eine erneute Beziehung und das potenzielle Scheitern für Bridget zu schmerzhaft seien.
Als ein Schwangerschaftstest ein positives Ergebnis anzeigt, stellt sich für Bridget die Frage, welcher der beiden Männer der Vater ist. Eine Abtreibung kommt für sie nicht in Frage, da es aufgrund ihres Alters ihre letzte Chance auf eine Schwangerschaft sein könnte. Sowohl Mark als auch Jack sind von der Neuigkeit derart begeistert, dass Bridget zunächst verschweigt, dass das Kind vom jeweils anderen stammen könnte. Als sie es schließlich erzählt, entbrennt ein Konkurrenzkampf zwischen den Männern, doch Jack zeigt sich deutlich romantischer und ist stets an Bridgets Seite, sowohl bei den Geburtsvorbereitungskursen als auch im Krankenhaus; Mark ist jedoch aufgrund seiner Arbeit nie pünktlich zur Stelle. Als Jack ihm dann noch verdeutlicht, dass er und Bridget besser zueinander passen würden, und auch behauptet, genau zu wissen, wer der Vater des Kindes sei, gibt Mark sich, verzweifelt und enttäuscht, geschlagen.
Bridget wird aber langsam bewusst, dass sie genau weiß, wen von beiden sie gern als Vater sehen würde, woraufhin die Beziehung mit Jack zerbricht. Bei einem letzten Versuch, Mark zurückzugewinnen, beobachtet sie ihn jedoch bei einem Treffen mit seiner Exfrau. Vor den Kopf geschlagen versucht sie allein über die Runden zu kommen, was ihr allerdings nicht gut gelingt. Sie verliert nicht nur den Kontakt zu beiden Männern, sondern erhält ebenfalls wenig Unterstützung von ihren Freunden und verliert ihre Arbeit.
Mark hängt jedoch noch sehr an Bridget. Als bei dieser die Wehen einsetzen, ist er zufällig bei ihr, auf dem Weg zum Krankenhaus stößt Jack noch zu ihnen. Bridget wird Mutter eines gesunden Jungen. Der Film endet mit der Hochzeit von Bridget und Mark. Mark ist der Vater des Kindes. In der letzten Szene erfährt der Zuschauer durch eine Zeitungsüberschrift, dass Daniel Cleaver ein Jahr nach seinem Flugzeugabsturz lebend im Urwald gefunden wurde.

## Hintergrund

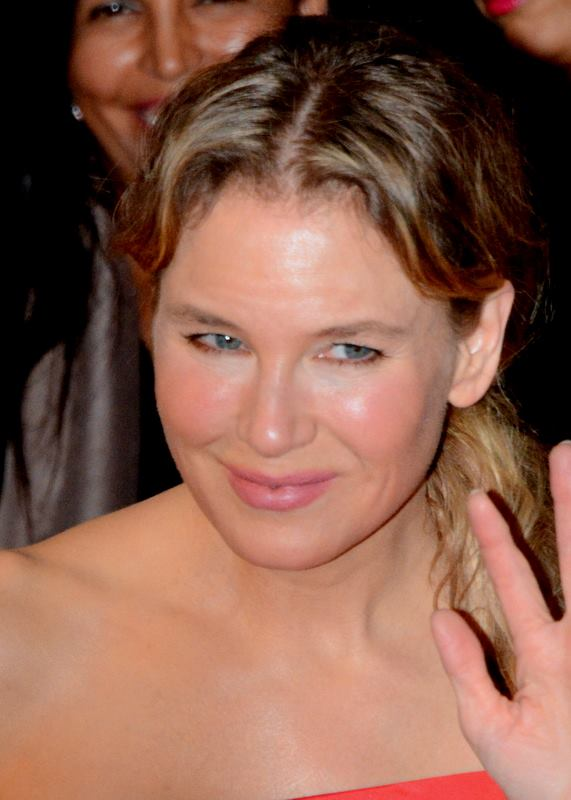
Renée Zellweger spielt im Film Bridget Jones
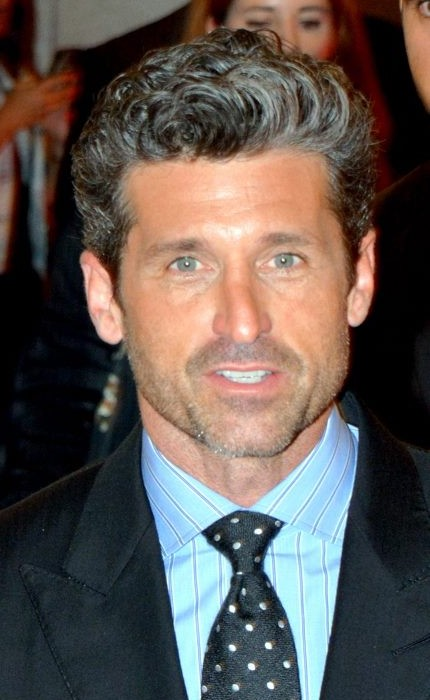
Patrick Dempsey spielt Jack Qwant
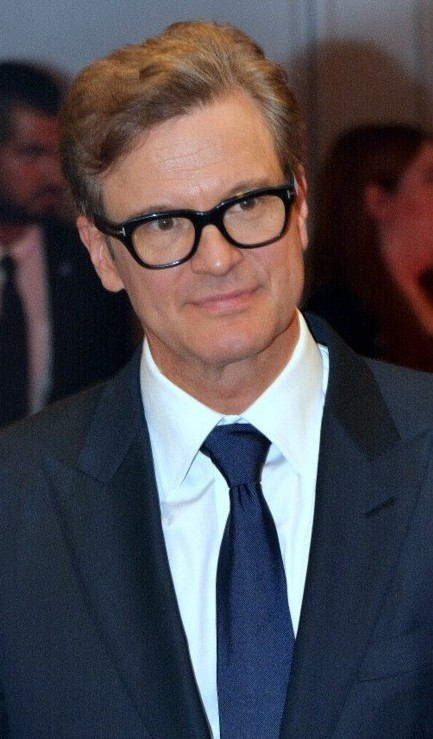
Colin Firth spielt Mark Darcy

Ein dritter Teil in der Filmreihe Bridget Jones wurde im August 2011 von Universal Pictures bestätigt. Bereits damals wurde jedoch auch klar, dass der dritte Teil nicht, wie seine zwei Vorgänger, direkt auf Romanen der Autorin Helen Fielding basieren sollte, sondern auf Kolumnen, welche diese 2005 in der britischen Tageszeitung The Independent veröffentlicht hatte. Für den Film waren mehrere Regisseure im Gespräch, so beispielsweise nacheinander Paul Feig und Peter Cattaneo. Im Juni 2015 wurde jedoch schließlich Sharon Maguire, welche bereits beim ersten Teil der Filmreihe Regie geführt hatte, erneut als Regisseurin bestätigt.
Die offiziellen Dreharbeiten liefen vom 2. Oktober 2015 bis zum 27. November 2015. Gedreht wurde in London (beispielsweise im Borough Market), Windsor und der Grafschaft Oxfordshire. Weitere Aufnahmen entstanden jedoch bereits im Juli 2015 im Croke Park in Dublin bei einem Konzert von Ed Sheeran, das am Anfang des Films gezeigt wird. Auch Ed Sheeran selbst hat einen Cameo-Auftritt.

## Synchronisation
Die deutsche Synchronisation wurde durch Interopa Film durchgeführt. Die Dialogregie übernahm Susanna Bonasewicz, das Dialogbuch stammt von Marius Clarén.
| Rolle         | Schauspieler      | Synchronsprecher   |
| ------------- | ----------------- | ------------------ |
| Bridget Jones | Renée Zellweger   | Ranja Bonalana     |
| Marc Darcy    | Colin Firth       | Tom Vogt           |
| Jack          | Patrick Dempsey   | Boris Tessmann     |
| Colin Jones   | Jim Broadbent     | Reinhard Kuhnert   |
| Dr. Rawlings  | Emma Thompson     | Monica Bielenstein |
| Alice         | Kate O’Flynn      | Tanya Kahana       |
| Jude          | Shirley Henderson | Dorette Hugo       |
| Miranda       | Sarah Solemani    | Maria Koschny      |
| Pam Jones     | Gemma Jones       | Katharina Lopinski |
| Richard Finch | Neil Pearson      | Bodo Wolf          |
| Shazzer       | Sally Phillips    | Anke Reitzenstein  |
| Tom           | James Callis      | David Nathan       |

## Kritiken
Kritiker bewerteten den Film generell positiv. Auf Rotten Tomatoes hält er eine Bewertung von 77 %, basierend auf 157 Kritiken und einer Durchschnittsbewertung von 6,3/10. Das Fazit der Seite war: „Bridget Jones’ Baby mag zwar ein wenig spät gekommen sein, Fans der Filmreihe sollten jedoch auch beim dritten Teil voll auf ihre Kosten kommen.“ Metacritic bewertet den Film mit 59 von 100 möglichen Punkten, basierend auf 42 Kritiken.
Carsten Baumgardt von filmstarts.de vergab 3,5/5 Sternen und meinte: „Vielleicht ist Bridget Jones’ Baby nach der langen Pause ein wenig aus der Zeit gefallen, aber auch die neuen liebevoll-peinlichen Abenteuer der wandelnden Londoner Single-Katastrophe bieten gute Komödienunterhaltung mit charismatischer Besetzung.“
Die Filmzeitschrift epd Film kritisierte den Filmbeginn, der wie „eine hängengebliebene Schallplatte“ wirke, lobte jedoch das Timing, die Pointen und die Charaktere, welche sich als „fast so leicht und treffsicher wie im ersten Film, in dem sich die Komik aus den Figuren entwickelte“ erwiesen.
Der Filmdienst empfand den Film als „unterhaltsame Komödie“, die „mit schlagfertigen Pointen und dem erfrischenden Charme der querköpfigen Hauptfigur“ überzeuge, wenngleich „inzwischen Bilderbuch-Hipster mit Vollbart und Dutt gesellschaftlich den Ton angeben.“